# 黑潮眶燈魚
黑潮眶灯鱼（学名：Diaphus kuroshio）为輻鰭魚綱燈籠魚目灯笼鱼科的其中一種，分布於西北太平洋的日本海域，屬深海魚類，棲息深度100-300公尺，體長可達4.9公分。

## 扩展阅读
維基物種上的相關：黑潮眶灯鱼